# Budapesti Honvéd Sportegyesület
A Budapesti Honvéd Sportegyesület (rövidített nevén: BHSE) 1949. december 18-án kezdte meg működését. Jelenleg 19 sportágban van jelen magyar és nemzetközi színtéren egyaránt.

## Az egyesület története
Magyarországon az 1940-es évek vége felé vetődött fel először a gondolat, hogy a Magyar Honvédelmi Minisztériumnak önálló sportegyesülete legyen. 1949-ben megerősödött az egypártrendszer, az állami vezetés pedig döntött arról, hogy egy reprezentatív egyesületet hoz létre, amelynek alapját a honvédelmi tárca képezte. 1949 nyarán az akkori vezérkari főnök, valamint Rózsa László, a SZOT Sportosztálya vezetőjének köszönhetően, meg is alakították a Budapesti Honvéd Sportegyesületet (BHSE). 1949 december 18-án a Kispesti Városháza dísztermében a KAC beolvadásával megkezdődött a Honvéd működése. Azóta ezt a napot tekintjük az egyesület megalapításának dátumaként. A Honvédelmi Minisztérium 1950 januárjában megalakította a sportszázadot, amelyben 1954-ig a kor legendás Honvédos sportolói a Dózsa György úton teljesítettek szolgálatot.
A klubról már a kezdeti időszakban kiderült, hogy milyen szakmai és anyagi erőforrásokkal rendelkezik. A vezetés 8 szakosztály számára biztosította a működéshez szükséges feltételeket, a helyszínt, a felszereléseket, s megindult a toborzás. Az időközben megalakult Sportszázad kiváló lehetőséget nyújtott élvonalbeli sportolók számára, jó egzisztenciális feltételeket kínált, amelynek köszönhetően Magyarország legjobb sportolói és edzői igazoltak át az egyesülethez.
A Honvéd csillaga fényesen ragyogott, amelyet jól mutat, hogy az 1952-es Helsinkiben rendezett olimpiai játékokon, majd Melbourne-ben is kiemelkedően szerepeltek sportolóink.
Az 1956-os melbourne-i olimpiát követően, a Magyarországon uralkodó forradalmi helyzet miatt sok magyar klasszis versenyző maradt külföldön, a klub gazdasági helyzete sem volt kedvező, így megtörtént az első szelekció az egyesületnél, amely több szakosztályát megszüntette annak érdekében, hogy sikersportágait támogatni tudja.
Az eredményesség fenntartása érdekében szükségessé vált a sportszakmai nevelőmunka, az utánpótlásbázis építése az egyesületben, amelyhez remek edzőket, szakembereket nyert meg a klub. Megkezdődött a valódi műhelymunka, amelynek köszönhetően az 1960-as évek második felére sikerült átmenteni a korábbi eredményességet. Ebben az időszakban az atlétika, a vívás és az öttusa továbbra is nagy népszerűségnek örvendett, erősített a klub a labdajátékok területén, s elkezdte fejleszteni a küzdősportokat, az ökölvívást, birkózást, cselgáncsot – utóbbi törekvéseknek a 70-es évek hozták meg a gyümölcsét.
Az 1970-es évek világversenyein elért eredményekben már visszaköszönt az egy évtizeddel korábban megkezdődött szakmai munka minősége. A BHSE széles bázisból meríthetett, amelyet jól szimbolizál, hogy 3 olimpián összesen 11 sportágban szereztek érmet versenyzőink.
A három ciklus során mindössze egy aranyérem született, 1980-ban Moszkvában, ám az ötkarikás játékokon rendre a sportegyesületek közötti pontverseny élén végeztek versenyzőink. A korábbi hagyományos sikersportágak mellett ökölvívásban, birkózásban, cselgáncsban és kajak-kenuban is eredményesen lépett ki a nemzetközi színtérre az egyesület.
Míg a világ politikájában a szocialista világ összeomlása körvonalazódott és ez éreztette is hatását, a nyolcvanas évek elejére szakmailag stabilizálódott az egyesület. Ebben az időszakban történt, pontosan 1982-ben, hogy a magyar sport története során először kézilabdázóink elnyerték a Bajnokcsapatok Európa Kupáját. Ez azóta is páratlan sikernek számít a férfi kézilabdában.
Több sportolónk számára is a pályafutása csúcsát jelenthette volna az 1984-es Los Angeles-i csonka olimpia, amely helyett a Barátság Versenyeken gyűjtöttek érmeket sportolóink. Négy esztendővel később azonban minden idők legjobb olimpiáját élhette át a BHSE, amely 34 versenyzővel vett részt az 1988-as ötkarikás játékokon.
A magyar csapat szöuli sikeréhez a honvéd sportolók nagyban hozzájárultak, hiszen 7 aranyérem teljes vagy részbeni részesei voltak.
Az 1989-ben megszavazott egyesületi törvény sok, nem túl szívderítő változást hozott a klub életében. Az átalakulás időszakában leváltották az utolsó katonai elnököt, mert az MH megszüntette az elnöki tisztség, mint katonai beosztás jellegét. A Honvédelmi Minisztérium megmaradt továbbra is támogatónak, a klub önálló társadalmi szervezetként működött tovább. A továbbiakban az átalakítás részeként 8 szakosztály megszűnt: röplabda, vízilabda, birkózó, lovas, sakk, sí, súlyemelő, ökölvívó. 1991 nyarán kiváltak a labdarúgók is amely Kispest-Honvéd FC néven kezdte meg önálló életét, majd 2003-ban felvette a jelenleg is használt Budapest Honvéd FC nevet.
Az új demokratikus rendszer új kihívások elé állította a sportegyesületek vezetőit, akiknek az eredményesség biztosítása érdekében az állami támogatások mellé új források felkutatásában is szerepet kellett vállalni, szükségszerűvé vált egyfajta menedzser szemléletű vezetés. A BHSE életében megjelentek a szponzorok, akik közös megelégedéssel, örömmel álltak a nagy múltú, sikeres klub mellé. A támogatóknak köszönhetően új korszak kezdődött, amelyben az öttusa, a torna, a kajak-kenu, a vívás, kosárlabda és az atlétika hozta a főbb eredményeket, s az egyéni sportágak mellett ismét sikerült egy jelentős támogató segítségével újraindítani a vízilabda szakosztályt, amely 1998-2006 között az alappillére lett a BHSE-nek.
A vízilabda sikerei és az általuk kapott anyagi javak olyan forrásokat jelentettek az egyesület számára, amellyel zökkenőmentessé vált a klub élete. Ez pedig a 2004-es athéni olimpia sikereiben csúcsosodott ki, amikor ismét a BHSE nyerte meg az egyesületek közötti pontversenyt.
A BHSE számára 2006-tól újabb nehéz, veszteségektől sem mentes időszak következett. Sportszakmai téren óriási érvágást jelentett, hogy a vízilabda sikercsapat tagjai befejezték pályafutásukat, vagy eligazoltak az egyesülettől, megfelelő szintű pótlásukat a szakosztály vezetőségének nem sikerült biztosítani. Többek között az okokban kereshető, hogy a Honvédelmi Minisztérium eltávolodott az egyesülettől, csökkent a támogatás és a korszakváltás következtében csökkent a szponzorok száma. 2010- től azonban már érezhető volt némi fejlődés, az igazi előrelépést azonban a kormány 2012-ben létrehozott sportágtámogatási programja, majd a 2013-tól biztosított kiemelt sportegyesületi támogatás jelentette.
Bár a megtorpanás az eredményesség rovására ment, a klub hősiesen átvészelte ezt az időszakot és a megújulás útjára lépett.
A 2012-es londoni, majd a 2016-os riói olimpiával egy sikergeneráció köszönt el. Az új vezetés a generáció váltással, nagy lendülettel és új szemlélettel állt neki a munkának. A frissítés, a fiatalítás hatása már látható, régi-új szakosztályok, szakágak kezdték meg ismét a munkát az egyesületben. A pályázati fejlesztési forrásoknak és a hat kiemelt fővárosi sportegyesületnek nyújtott támogatásoknak köszönhetően megújul az egyesület, amelyben a HM ismét óriási szerepet vállal. 2017-ben újra megalakult a sportszázad, ahova jelentős számú élsportoló került, akik számára elérhető a katonai életpályamodell, de a BHSE vezetése is biztosítja a kettős karrier lehetőségét: az élsport befejezése után a civil életben való beilleszkedésben, a munkavállalásban is segítséget nyújt korábbi versenyzői számára.
Az egyesület célja változatlan: kiemelkedő eredmények elérése, magas szintű szakmai munkával, s mindez korszerű környezetben valósulhat meg, az egyesület története pedig tovább íródik…

## Jövőkép
„Hiszünk abban, hogy - Magyarország olimpiai pontszámítása alapján legeredményesebb klubjaként - sikereinkkel továbbra is megőrizzük elsőségünket. Példaképeket állítunk a fiataloknak, neveljük az ifjúságot és esélyt adunk azoknak, akik nálunk sportolnak. Élharcosai vagyunk a tiszta, sportszerű versenyzésnek.”

## Küldetés
„Célunk, hogy Budapest és az ország első számú sportegyesületeként mindenki számára megteremtsük a mozgás és az egészséges életmód szabadságának élményét. A legjobbak akarunk lenni, a legjobbak között.
Egészséges sportembereket, sportolókat neveljünk a társadalom számára, amelyhez a sportegyesületünk biztosítja a szakmai hátteret, infrastruktúrát, közösséget!”

## Elnökök
- 1949-1965: Tapolczay Jenő, Angler László, Madarász Endre, Szuhi Ferenc, Nagy Lajos
- 1965-1969: Karácsony István
- 1969-1973: Magony Miklós
- 1973-1977: Karácsony István
- 1977-1981: Bissi Tibor
- 1981-1988: dr. Sándor György
- 1988-1992: Szabó Tibor
- 1992-1992: Lang Elemér
- 1992-2005: Kunszt Gábor
- 2005-2016: Molnár Imre
- 2017-: Gergely István

## Parancsnokok és társadalmi elnökök (a kezdetektől napjainkig)
- Rózsa László
- Pacsek József
- Kiss Sándor
- dr. Liszkay Csaba
- Kelemen József
- dr. Fodor István
- Végh Ferenc
- dr. Kőhalmi Alfréd
- Iváncsik Imre
- dr. Urbán Lajos
- dr. Szenes Zoltán
- dr. Simicskó István
- Vargha Tamás
- dr. Nébald György
- dr. Simicskó István

## Szakosztályok
A Budapesti Honvéd Sportegyesület jelenlegi szakosztályai és szakágai:
- Atlétika szakosztály
- Birkózó szakosztály
- Judo szakosztály
  - Taekwondo szakág
- Kajak-kenu szakosztály
- Karate szakosztály
- Kézilabda szakosztály
- Kosárlabda Akadémia
- Kosárlabda szakosztály
- Öttusa szakosztály
- Sportlövő szakosztály
- Szabadidő szakosztály
  - Ökölvívó szakág
  - E-Sport szakág
  - Műugró szakág
  - Szinkronúszó szakág
  - Szörf szakág
  - Tenisz szakág
- Torna szakosztály
- Úszó szakosztály
- Vívó szakosztály
- Vízilabda szakosztály